# Blur
Blur je britanski rock sastav osnovan 1988. godine u Londonu. Postavu čine: Damon Albarn (pjevač, klavijaturist), Graham Coxon (gitarist, prateći vokal), Alex James (basist) i Dave Rowntree (bubnjar). Studijski prvijenac iz 1991., Leisure, odiše shoegazeom i jedinstvenom mješavinom rocka i plesnih ritmova, tzv. „Madchesterom”. Na sljedeća tri albuma, izdana između svibnja 1993. i listopada 1995., zvuk im postaje srodniji britanskim sastavima šezdesetih. Blur krajem devedesetih prolazi kroz drugačiju kreativnu fazu; peti album, nazvan jednostavno Blur, bliži je američkom glazbenom stvaralaštvu unatrag deset godina. Posljednja dva uratka s prijelaza stoljeća, 13 i Think Tank, otkrivaju Albarnovu fascinaciju elektroničkom glazbom i hip hopom.
Protutežu postojanju Blura činio je manchesterski Oasis. Obzirom na popularnost obaju sastava u devedesetima, kao i polaritet njihova stvaralaštva, britanski mediji rado i često nazivali su njihove albume, nastupe te istupe u javnosti borbom za prevlast nad britpopom. Na prijelazu stoljeća, Albarn počinje objavljivati materijal Gorillaza, a Blur privremeno prestaje s radom 2004. – 2008. Album Parklife iz 1994. donio im je nagrade Brit za najbolji sastav, album, pjesmu i spot godine, a 2012. Blur prima priznanje za izvanredan doprinos glazbi.
Blurov najveći hit u SAD-u je pjesma "Song 2".

## Diskografija
- Leisure (1991.)
- Modern Life Is Rubbish (1993.)
- Parklife (1994.)
- The Great Escape (1995.)
- Blur (1997.)
- 13 (1999.)
- Think Tank (2003.)
- The Magic Whip (2015.)
- The Ballad of Darren (2023.)

## Vanjske poveznice
- Službena web-stranica